# Casa Baccheli
Casa Baccheli o Casa Fasquelle és un habitatge del municipi de Cadaqués (Alt Empordà) inclòs en l'Inventari del Patrimoni Arquitectònic de Catalunya.

## Descripció
Situada al nord-est del nucli urbà de la població de Cadaqués, molt a prop de la platja de Sant Antoni, al puig de sa Guineu. Es troba orientada a mar, davant de l'illa de Portlligat.
Es tracta d'una casa aïllada de planta irregular, adaptada a les irregularitats del terreny costaner. Formada per una successió de cinc cossos adossats, distribuïts només per planta baixa, minimitzant així l'impacte visual de l'edificació sobre la costa cadaquesenca. Les cobertes són totes a dues vessants de teula, excepte el cos situat a l'extrem sud-oest, que presenta una sola vessant.
La casa s'organitza per mitjà d'un sistema de murs de pedra disposats en paral·lel que queden a la vista, tant a l'exterior com a l'interior de l'edifici. Aquestes estructures estan bastides amb pissarra de la zona tallada de forma irregular, amb aparell poligonal. La façana sud, orientada a mar, presenta uns grans finestrals d'obertura rectangular que donen sortida a una terrassa pavimentada damunt la línia de la costa. En canvi, a la façana oest, totes les finestres són quadrades i força més petites, i segueixen una alineació ascendent segons el desnivell de la façana i el terreny costaner. Totes dues façanes presenten un voladís sota la teulada format per un sostre de biguetes i revoltons de rajols.

## Història
Casa projectada per Peter Harnden i Lanfranco Bombelli l'any 1968, per encàrrec de Jean Claude Fasquelle, director de la editorial Fasquelle fundada l'any 1896, que formava part de la reduïda colònia de nord-americans, que als anys seixanta s'havien establert a Cadaqués.